# نقل الخلايا بالتبني
نقل الخلايا بالتبني هو نقل خلايا إلى مريض نشأت من المريض نفسه أو من فرد آخر. يشيع اشتقاق خلايا الجهاز المناعي بهدف تحسين وظائف المناعة وخصائصها. في المعالجة المناعية الذاتية للسرطان، يتم استخراج الخلايا التائية من المريض وتعديلها وراثياً وزراعتها في المختبر وإعادتها إلى نفس المريض. تتضمن العلاجات الخيفية خلايا معزولة وموسعة من متبرع مغاير للمريض الذي يتلقى الخلايا. 